# Fair Warning
A Fair Warning az amerikai Van Halen együttes 1981-es negyedik stúdióalbuma. Az amerikai albumlistán az 5. helyet érte el, és 2x Platina minősítést szerzett.

## Az album dalai
Minden dalt Michael Anthony, David Lee Roth, Edward Van Halen és Alex Van Halen írt.
1. Mean Street – 5:00
2. Dirty Movies – 4:08
3. Sinner's Swing! – 3:09
4. Hear About it Later – 4:35
5. Unchained – 3:29
6. Push Comes to Shove – 3:49
7. So This is Love? – 3:06
8. Sunday Afternoon in the Park – 1:59
9. One Foot Out the Door – 1:58

## Közreműködők
- David Lee Roth – ének
- Eddie Van Halen – elektromos gitár
- Michael Anthony – basszusgitár
- Alex Van Halen – dobok

## Kislemezek
| Év   | Kislemez            | Pozíció                  |
| ---- | ------------------- | ------------------------ |
| 1981 | So This is Love?    | #15 (US Mainstream Rock) |
| 1981 | Mean Street"        | #12 (US Mainstream Rock) |
| 1981 | Push Comes to Shove | #29 (US Mainstream Rock) |
| 1981 | Unchained           | #13 (US Mainstream Rock) |

## Eladási minősítések
| Szervezet | Minősítés  | Dátum              |
| --------- | ---------- | ------------------ |
| RIAA – US | Platina    | 1981. november 18. |
| RIAA – US | 2x Platina | 1994. augusztus 4. |